# Águas da Prata
Águas da Prata es un municipio brasileño situado en el estado de São Paulo. Tiene una población estimada, a fines de 2022, de 7075 habitantes.
La SP-342, que une São Paulo con Minas Gerais, pasa por el municipio.

## Toponimia
El nombre "Aguas" deriva del hecho de que la ciudad tiene muchas fuentes termales. El origen del nombre "Prata" proviene de una corrupción del tupí-guaraní "Pay tâ", que al ser pronunciado por los portugueses se convirtió en "Prata". En tupí-guaraní, “Pay tâ” significa “agua colgante”. El nombre obedece a la alta mineralización del agua que fluye cerca de las minas y que forma estalactitas.

## Geografía
Su temperatura media es de 19.3 °C, con veranos lluviosos y cálidos e inviernos secos y fríos.
En su topografía cuenta con dos picos:
- Mirante da Laginha, que, además de ofrecer una vista panorámica, tiene en su cima varias torres retransmisoras de televisión.
- Pico do Gavião, que es utilizado para la práctica del ala delta y del parapente.

## Demografía
| Población histórica del municipio | Población histórica del municipio | Población histórica del municipio | Población histórica del municipio |
| Año                               | Población                         |                                   | %±                                |
| --------------------------------- | --------------------------------- | --------------------------------- | --------------------------------- |
| 1940                              | 5490                              |                                   | —                                 |
| 1950                              | 5882                              |                                   | 7,1%                              |
| 1960                              | 6753                              |                                   | 14,8%                             |
| 1970                              | 5876                              |                                   | −13,0%                            |
| 1980                              | 5717                              |                                   | −2,7%                             |
| 1991                              | 6692                              |                                   | 17,1%                             |
| 2000                              | 7131                              |                                   | 6,6%                              |
| 2010                              | 7584                              |                                   | 6,4%                              |
| 2022                              | 7369                              |                                   | −2,8%                             |
| [ 4 ] [ 5 ] [ 6 ] [ 7 ]           |                                   |                                   |                                   |

Datos del censo de 2000
Población total: 7.131
- Urbana: 6.075
- Rural: 1.056
  - Hombres: 3.591
  - Mujeres: 3.540

Densidad demográfica: 50,01 hab./km²
Mortalidad infantil hasta un año: 12,52 por mil
Expectativa de vida: 73,11 años
Tasa de fertilidad: 2,11 hijos por mujer
Tasa de alfabetización: 91,41%
Índice de Desarrollo Humano (IDH-M): 0,810
- IDH-M Salario: 0,745
- IDH-M Longevidad: 0,802
- IDH-M Educación: 0,884

(Fuente: IPEAFecha)

## Hidrografía
El río Cuartel y el Río de la Plata son enriquecidos por nacientes de agua mineral, destacándose las radioactivas, bicarbonatadas y magnesianas.

## Carreteras
- SP-342

## Administración
- Alcalde: Regina Janizelo (2021-2024)
- Viceprefecto: Ângelo Roberto de Oliveira (2021-2024)
- Presidente de la cámara: Cristina Lerosa (2023)